# Szarłat biały
Szarłat biały (Amaranthus albus L.) – gatunek rośliny należący do rodziny szarłatowatych. Jako gatunek rodzimy występuje w Ameryce Północnej. Ponadto szeroko rozprzestrzeniony na innych kontynentach. W Polsce występuje na obszarze całego kraju.

## Morfologia
ŁodygaRozgałęziona, naga lub omszona, do 50 cm wysokości.
LiścieOdwrotnie jajowatopodługowate lub łopatkowate, z ostką.
KwiatyZebrane w białawozielony kwiatostan. Kłos wierzchołkowy ulistniony. Okwiat 3-listkowy. Podkwiatki węższe i ostrzejsze od lisków okwiatu, dwa razy od nich dłuższe.
OwocOtwierający się wieczkiem o równym brzegu.

## Biologia i ekologia
Roślina jednoroczna, ruderalna. Kwitnie od lipca do października. Gatunek charakterystyczny związku Eragrostion. Liczba chromosomów 2n = 32.